# 建华区
建华区是黑龙江省齐齐哈尔市下辖的一个市辖区。

## 行政区划
建华区下辖5个街道办事处、1个镇：
中华街道、西大桥街道、卜奎街道、建设街道、文化街道和建华区直辖地域。

## 人口
根據第七次人口普查數據，截至2020年11月1日零時，建華區常住人口為332566人。

## 交通
- 301国道、111国道、碾北公路横贯区境。